# هيتمان أوكرانيا
هيتمان أوكرانيا أو هيتمان كل أوكرانيا (بالأوكرانية: Гетьман усієї України) كان لقب رأس الدولة ورئيس الأركان في الدولة الأوكرانية عام 1918.
أُنشئ منصب هيتمان الجيش الزاباروجي، المعروف أيضًا باسم "هيتمان كل أوكرانيا"، عام 1648 خلال انتفاضة خميلينتسكي، وكان أول من شغله بوهدان خميلينتسكي زعيمًا لهتمانات القوزاق. خلال تلك الفترة، كان المنصب يُنتخب. وفي أواخر القرن الثامن عشر، صفت الحكومة الروسية هذا المنصب خائنًا خلال توسع الأراضي الروسية نحو ساحل البحر الأسود.
أُنشئ منصب هيتمان كل أوكرانيا عام 1918 على يد بافلو سكوروبادسكي، سليل الهيتمان السابق لجيش زابوريزهيا إيفان سكوروبادسكي [الإنجليزية]. أُعلن عن قانون نظام الدولة المؤقتة لأوكرانيا في جلسة المجلس المركزي الأوكراني [الإنجليزية] في 29 أبريل 1918، الذي أرسى الأساس القانوني للمنصب الجديد. حوّل بافلو سكوروبادسكي أوكرانيا إلى دولة أوكرانية استبدادية تحت حماية قوى المركز، بينما طرد القوات البلشفية من روسيا السوفيتية. خلال فترة حكمه، مُنع الحزب الشيوعي على أراضي أوكرانيا لأول مرة. بعد الانتفاضة التي قادتها مديرية أوكرانيا [الإنجليزية]، تنازل بافلو سكوروبادسكي عن لقبه في 14 ديسمبر 1918، ناقلاً سلطة الدولة إلى مجلس وزراء أوكرانيا، ونفي إلى ألمانيا.
بعد تأسيس أوكرانيا السوفيتية، أسس أفراد من عائلة سكوروبادسكي [الإنجليزية] حركة الهتمانات التي سعت إلى إعادة تأسيس المنصب مع بيت ملكي.

## أصحاب المنصب
| التسلسل | هيتمان | هيتمان            | استلام المنصب                  | الولادة               | الوفاة              | الزواج                            | السلالة | السلالة                      |
| ------- | ------ | ----------------- | ------------------------------ | --------------------- | ------------------- | --------------------------------- | ------- | ---------------------------- |
| 1       |        | بافلو سكوروبادسكي | 29 أبريل 1918 – 14 ديسمبر 1918 | 15 مايو 1873، فيسبادن | 26 أبريل 1945، ميتن | أوليكساندرا سكوروبادسكا (دورنوفو) |         | بيت سكوروبادسكي [الإنجليزية] |